# Furubergstjärnen, Värmland
Furubergstjärnen är en sjö i Torsby kommun i Värmland och ingår i Göta älvs huvudavrinningsområde. Sjön är 3,8 meter djup, har en yta på 0,023 kvadratkilometer och är belägen 291 meter över havet.